# Acacia oleifolia
Acacia oleifolia é uma espécie de leguminosa do gênero Acacia, pertencente à família Fabaceae.